# Loyola University Chicago
Loyola University Chicago er et privat romersk-katolsk universitet i Chicago, grundlagt i 1870 som Saint Ignatius College. Det drives af jesuitterne. Det blev grundlagt af den romersk-katolske kirke og er opkaldt efter jesuitterordenens stifter St. Ignatius af Loyola. 
Loyola er medlem af Association of Jesuit Colleges and Universities. 
I 2006 var der 15.194 studerende og 1.143 videnskabelige ansatte ved Loyola i Chicago, og skolepengene samme år var US$ 27.966. Loyola er det største af jesuitterordenens universiteter i USA.